# پس از پنجاه سال
پس از پنجاه سال: پژوهشی تازه پیرامون قیام حسین علیه السلام نام کتابی است به قلم سیّد جعفر شهیدی که در ۲۱۶ صفحه تألیف شده‌است.

## علت نگارش
شهیدی علت نگارش این کتاب را چنین بیان می‌کند:
مقصود من از نوشتن این یادداشت‌ها مقتل نویسی، تبلیغ مذهبی و حتی نوشتن تاریخ نیست. من کوشیده‌ام تا خود بدانم آنچه رخ داد، چرا رخ داد؟

## ویژگی
علاوه بر گویایی بیان نویسنده، صفتی که باعث تمایز این کتاب با کتاب‌های دیگر می‌شود، رویکرد عبرت جویانه آن است. شهیدی در این باره می‌نویسد:
من در این کتاب از زاویه ای بدین حادثه نگریسته‌ام که در گذشته کمتربدان توجه کرده‌اند. اگر در چنین کوششی توفیق یافته باشم، یقین دارم آنچه به دست آورده‌ام، عبرتی برای حال وآینده خواهد بود. چه اگر قهرمان حادثه کشته شده‌است [اما] آنچه او برای آن می‌جنگید و آنان که برای رسیدن به هدف بدو وعده یاری دادند و به وعده خود وفا کردند یا نکردند، در طول تاریخ فراوان بوده و هستند و خواهند بود.— پس از پنجاه سال، ص ۸

## سوالات
سیدجعفر شهیدی در این کتاب سوالاتی را مطرح می‌کند و پس از آن به تحلیل و پاسخ آن سوالات می‌پردازد. برخی از این سوالات عبارتند از:
- چه شد که حسین، فرزند رسول خدا و بزرگمرد جهان اسلام، به دست مسلمانان کشته شد؟
- چه شد اجتماع مسلمان آن روز در مقابل این حادثه تا آن حد خونسردی و بی‌اعتنایی نشان داد؟
- حسین و یاران او چه جرمی مرتکب شده بودند که فقه مسلمانی کیفر آن را قتل می‌دانست؟
- در کوفه هنوز عده‌ای از صحابه پیغمبر می‌زیستند… این‌ها می‌توانستند با همکاری گروه بزرگی از تابعین و سران شهر، حاکم کوفه را مجبور کنند تا راه دیگری جز آنچه در پیش گرفت، اختیار کند ولی چنین نکردند، چرا؟
- در سال شصت و یکم، عده‌ای از یاران پیغمبر در شام به سر می‌بردند و بعضی از آن‌ها در نزد یزید مقامی والا داشتند. چرا در این حوزه مسلمانی هیچ‌گونه اقدامی برای مخالفت با این فاجعه به عمل نیامد؟[۶][۷][۸]

## ساختار
این کتاب در یک مقدمه و سی فصل تألیف شده‌است. نویسنده در دوازده فصل ابتدایی کتاب به بررسی ریشه‌های فرهنگی و اجتماعی واقعه عاشورا می‌پردازد و در فصل سیزدهم از این ریشه یابی‌ها نتیجه‌گیری می‌کند. سپس در هفده فصل دیگر کتاب روایت واقعه عاشورا را بر اساس ریشه‌ها و زمینه‌هایی که در ابتدا معرفی کرد، عهده‌دار می‌شود.

## نقد و بررسی
در مرداد ۱۳۹۴ نشست نقد و بررسی این کتاب با حضور محمدرضا سنگری و محمد اسفندیاری برگزار شد.